# Joseph Poelaert
Joseph Philippe Poelaert (Brussel, 21 maart 1817 – aldaar, 3 november 1879) was een Belgisch architect die vooral bekend is voor zijn ontwerp van het Justitiepaleis in Brussel.

## Situering
In de jaren 30 en 40 van de 19e eeuw, toen België net onafhankelijk geworden was voorzag Joseph Poelaert zijn vaderland al snel van architecturale symbolen. Die waren bestemd om in de hoofden van het publiek een indruk van oudheid en duurzaamheid te doen ontstaan, zoals de oude Europese landen voorheen hadden gedaan. De ontwerper greep daarvoor terug naar de antieke architectuur (Egypte, Byzantium, Griekenland enz.) of mengde verschillende stijlen tot een nieuw geheel. In die zin was hij een beoefenaar van het eclecticisme.

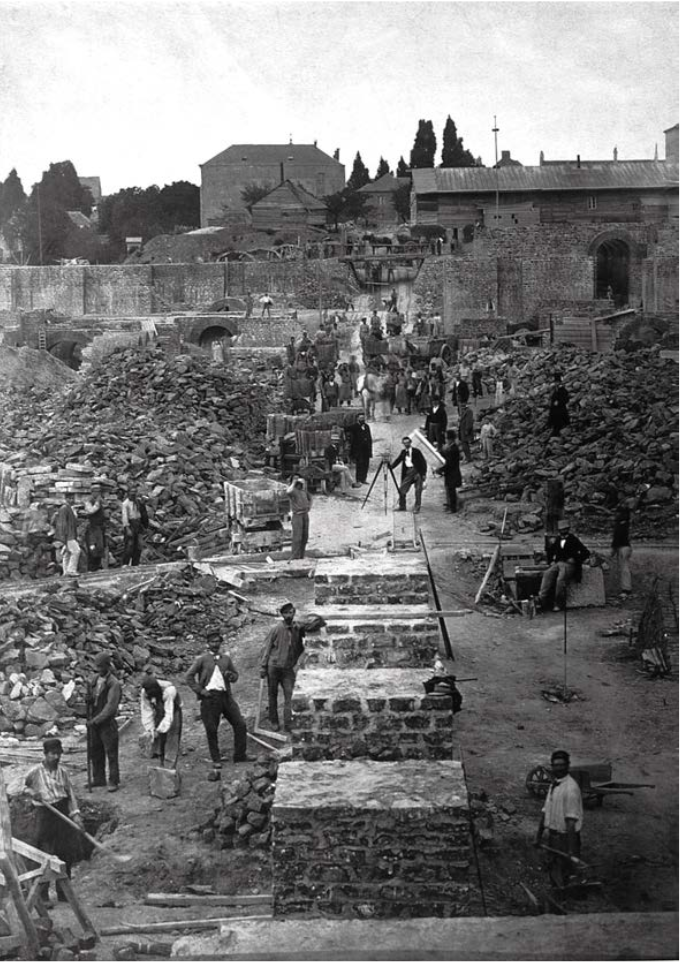
Foto van Poelaert die al opmetend poseert bij de funderingen van het Justitiepaleis

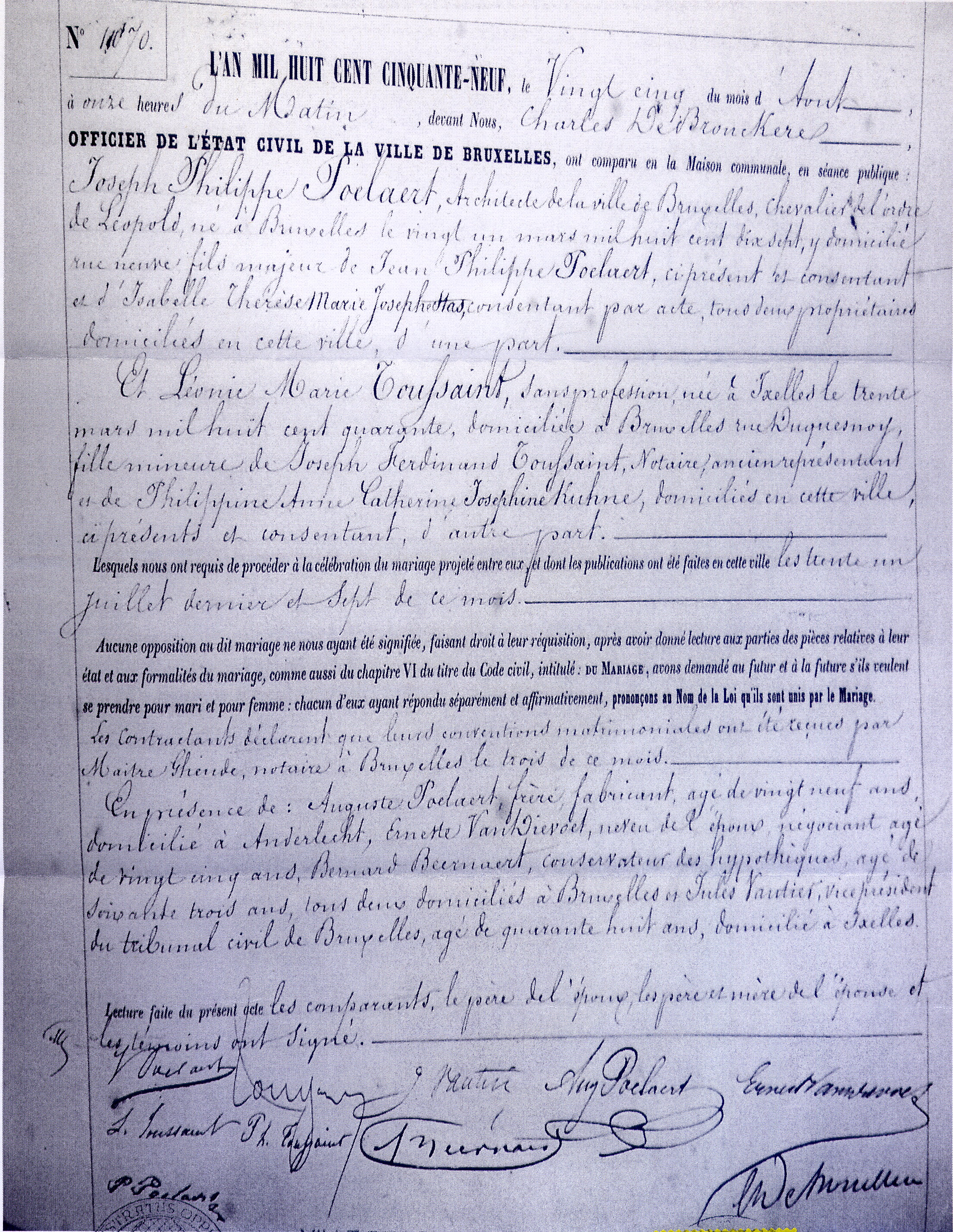
Huwelijksakte van Joseph Poelaert en Léonie Toussaint, Brussel 25 augustus 1859 (een van de getuigen was Bernard Beernaert (1795-1862), vader van Auguste Beernaert).

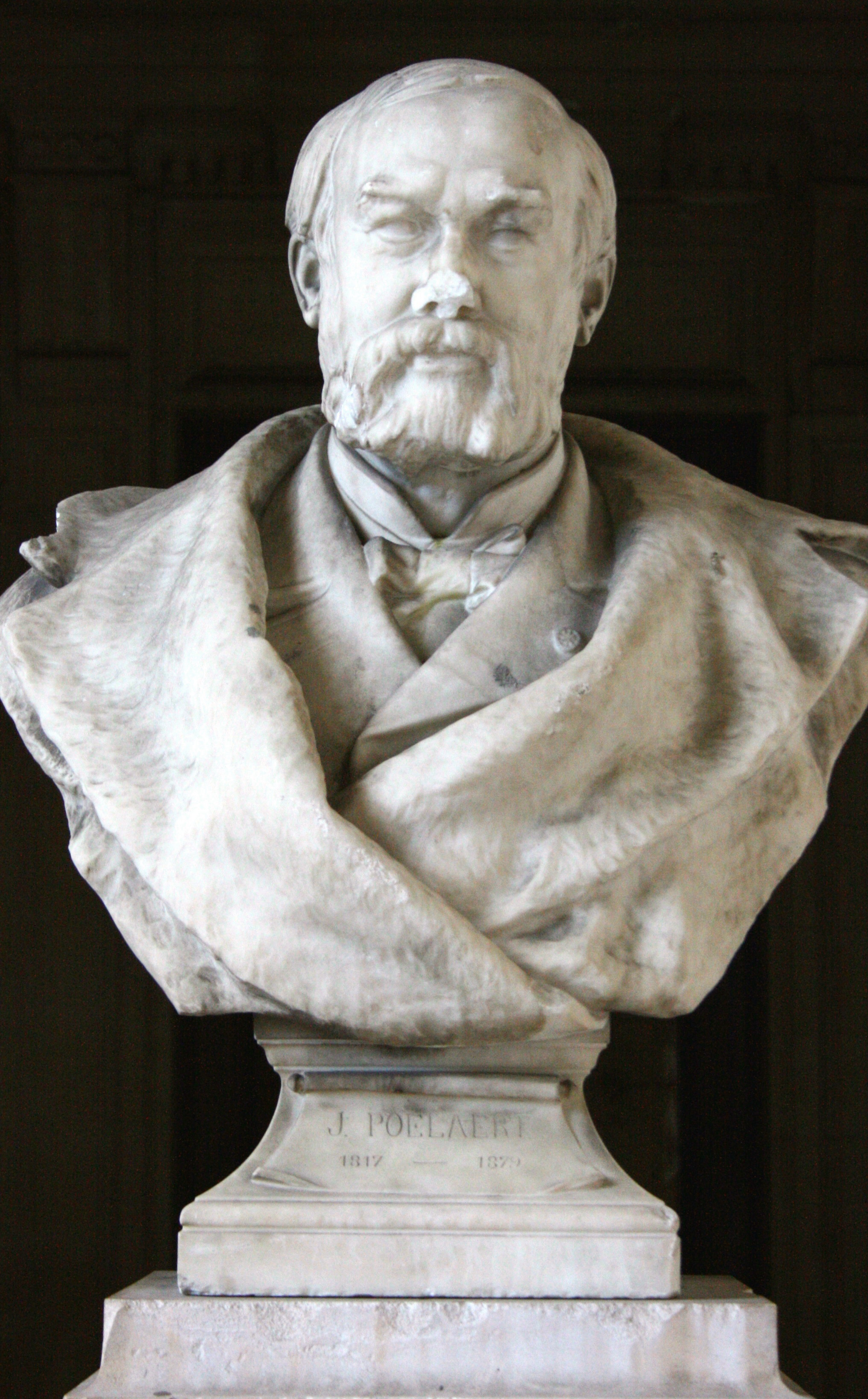
Borstbeeld van Poelaert in het Justitiepaleis te Brussel

## Architecturaal oeuvre
Gewaardeerd door koning Leopold I (1831-1865), werd hij belast met belangrijke projecten in Brussel, zoals de Sint-Katelijnekerk (1850-54), de Congreskolom (1850), de neogotische Koninklijke Kerk van Laken (1850-65) en de Muntschouwburg (1855).
Zijn belangrijkste bouwwerk blijft evenwel het Brusselse Justitiepaleis. Hij was bezig met de opdracht vanaf 1860 en overzag de gigantische werf van 1866 tot zijn dood (vier jaar vóór de afwerking). De Brusselaars die in de Marollen woonden noemden hem Skieven Architek, later de naam van een plaatselijk café. De scheldnaam, in standaardnederlands 'scheve architect', is wellicht een verbastering van de titel Chief Architect (waarmee Engelse medewerkers hem aanspraken tijdens de bouwwerken).
Zijn arbeid aan de plannen van het gerechtshof is met veel mythes en romantische verhalen omgeven. Zo beweert men dat de ontwerper zijn plannen meenam in zijn graf, dat hij al zijn plannen bleef hertekenen, dat hij niet de eerste keus was als ontwerper voor deze gigantische opdracht en dat hij er ten slotte aan ten onder ging.
Bij de grootschalige restauratie van het complex in de jaren 1970, werden in de kelder 800 bouwtekeningen teruggevonden van het gebouw. De Regie der Gebouwen maakte deze over aan het Rijksarchief te Brussel. Enkele plannen werden gedigitaliseerd en via het internet ontsloten voor het publiek.
Het plein aan de voet van het Justitiepaleis is, naar hem, het Poelaertplein genoemd.

## Familie
Joseph Poelaert, trouwde toen hij 42 jaar was, op 25 augustus 1859 in Brussel, met Léonie Toussaint, 19 jaar oud, geboren in Elsene op 30 maart 1840 en gestorven in Brussel op 23 juli 1912, dochter van Joseph Ferdinand Toussaint, notaris in Brussel en oud volksvertegenwoordiger en van Philippine Anne Catherine Joséphine Kuhne. Ze was ook de zus van Fritz Toussaint, kunstschilder en van Jules Toussaint.

## Werken (selectie)
Poelaert was bezig met tal van grote projecten tegelijk (data geven de jaren waarin hij er zelf bij betrokken was):
- Rouppefontein op het Rouppeplein in Brussel, 1846-48
- Congreskolom in Brussel, 1850-59
- Sint-Katelijnekerk in Brussel, 1850-54
- Koninklijke Kerk in Laken, 1850-65
- Reconstructie van de Muntschouwburg en creatie van de grote zaal, 1855
- Kasteel La Closière van de familie Boch in La Louvière, 1857-62
- Justitiepaleis in Brussel, 1860-79

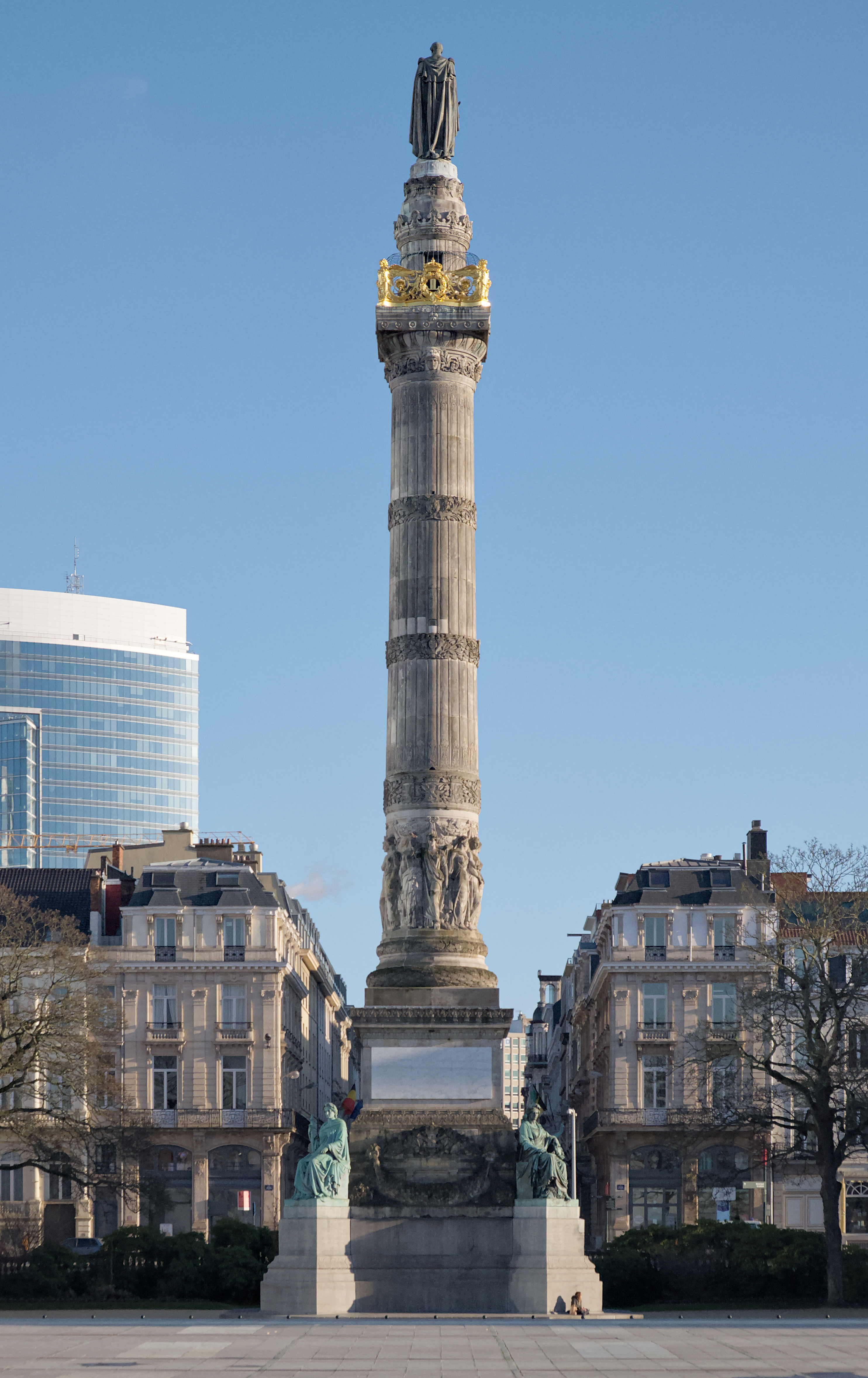
Congreskolom
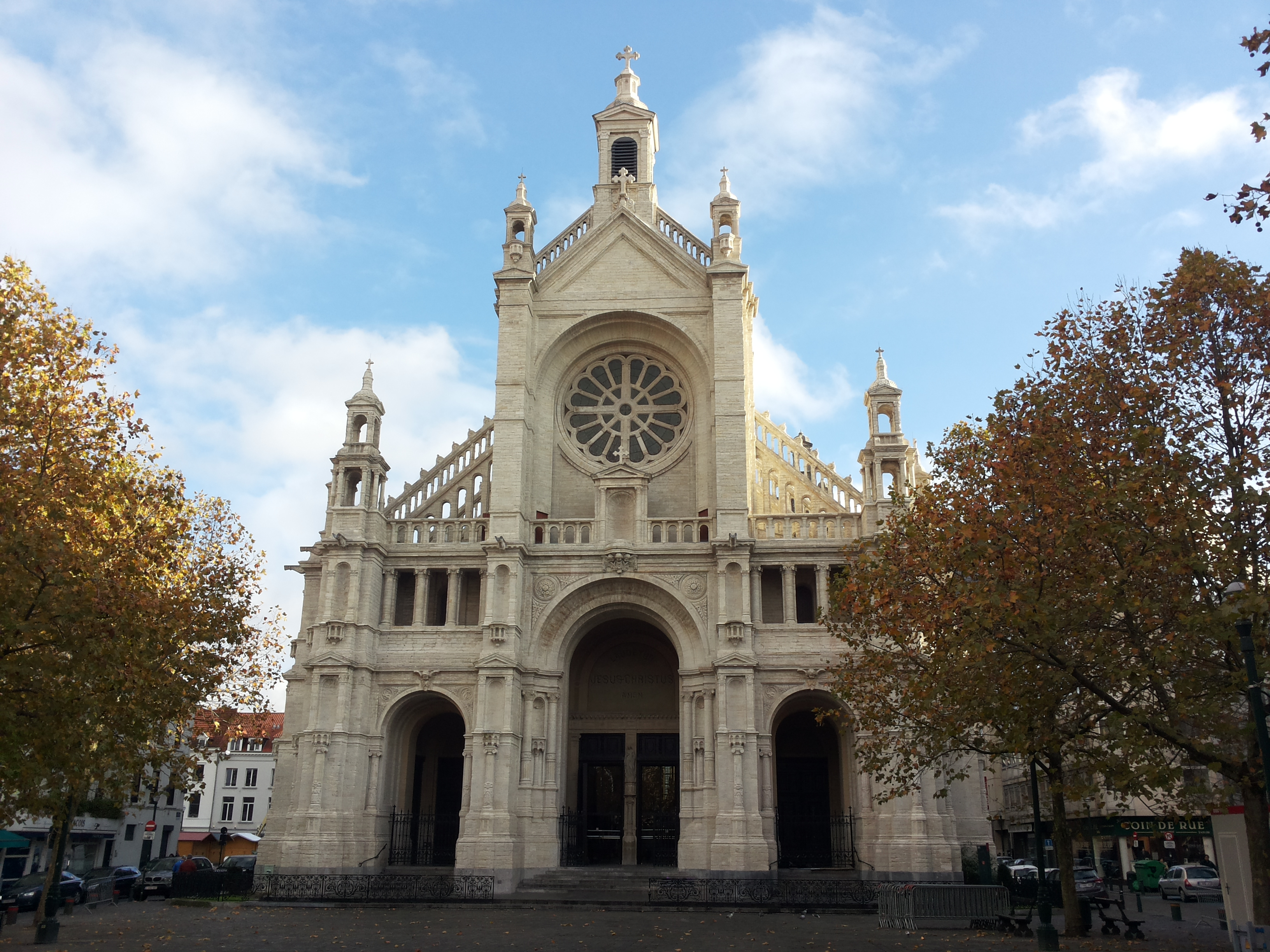
Sint-Katelijnekerk (Brussel)
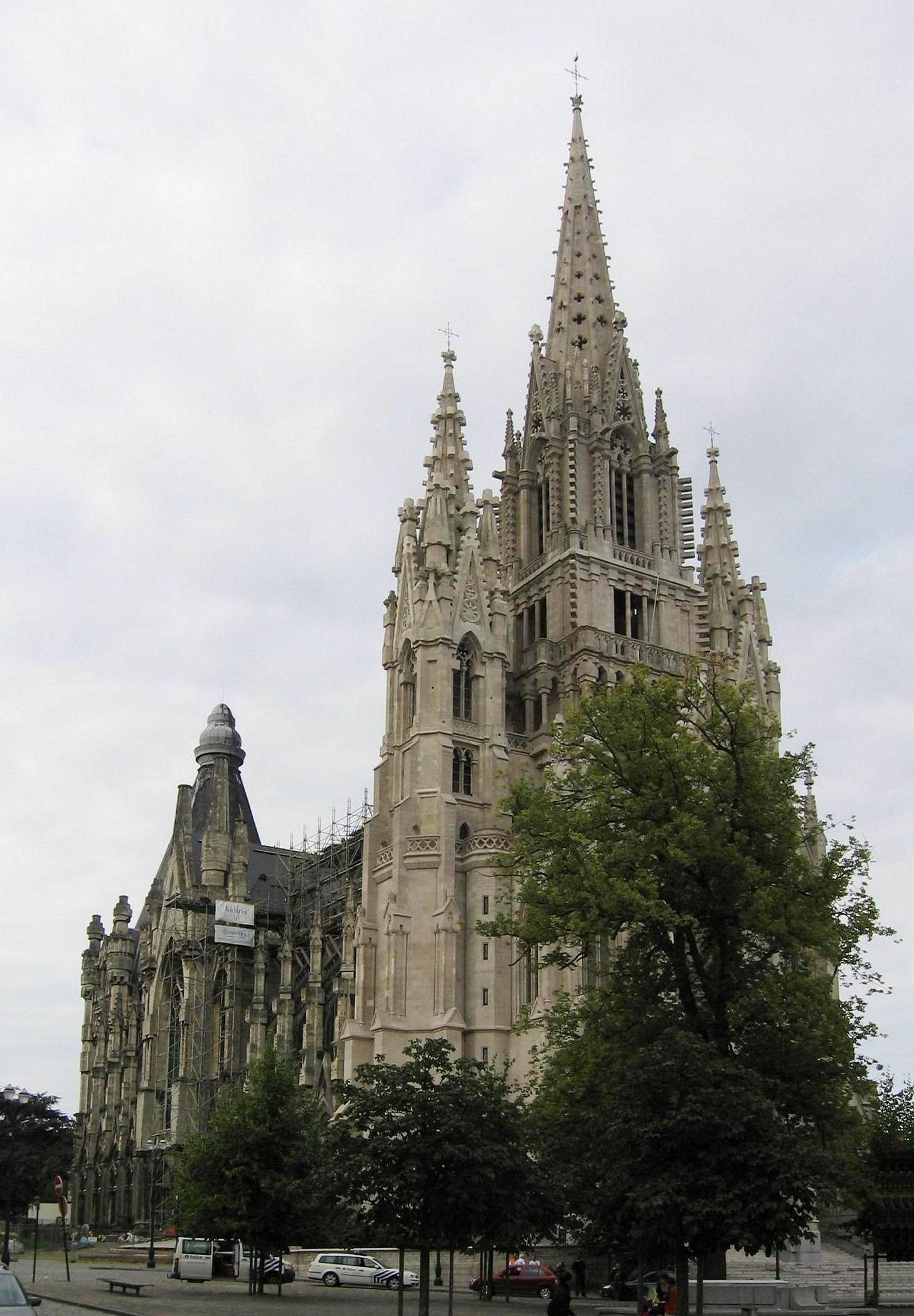
Koninklijke Kerk (Laken)
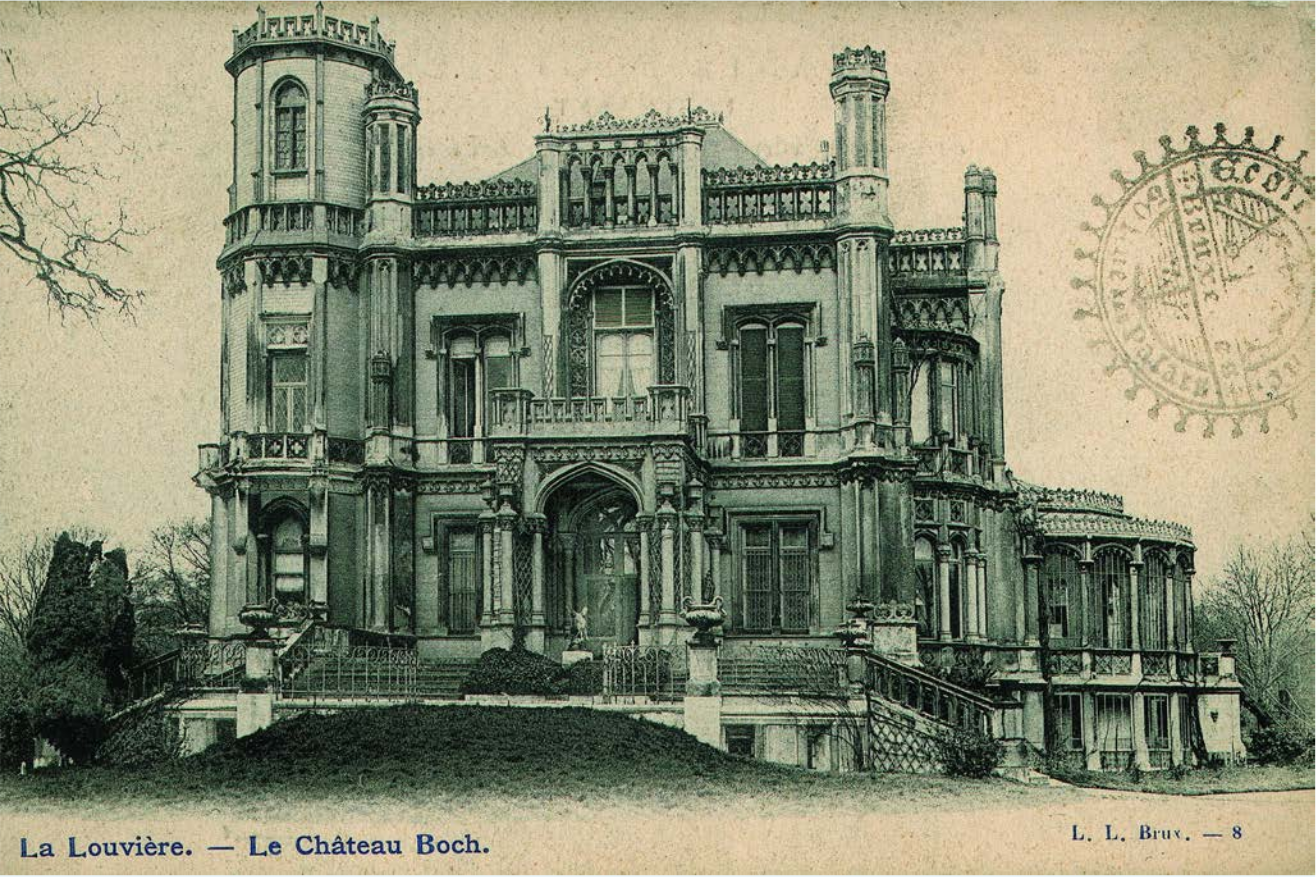
Kasteel La Closière (La Louvière)
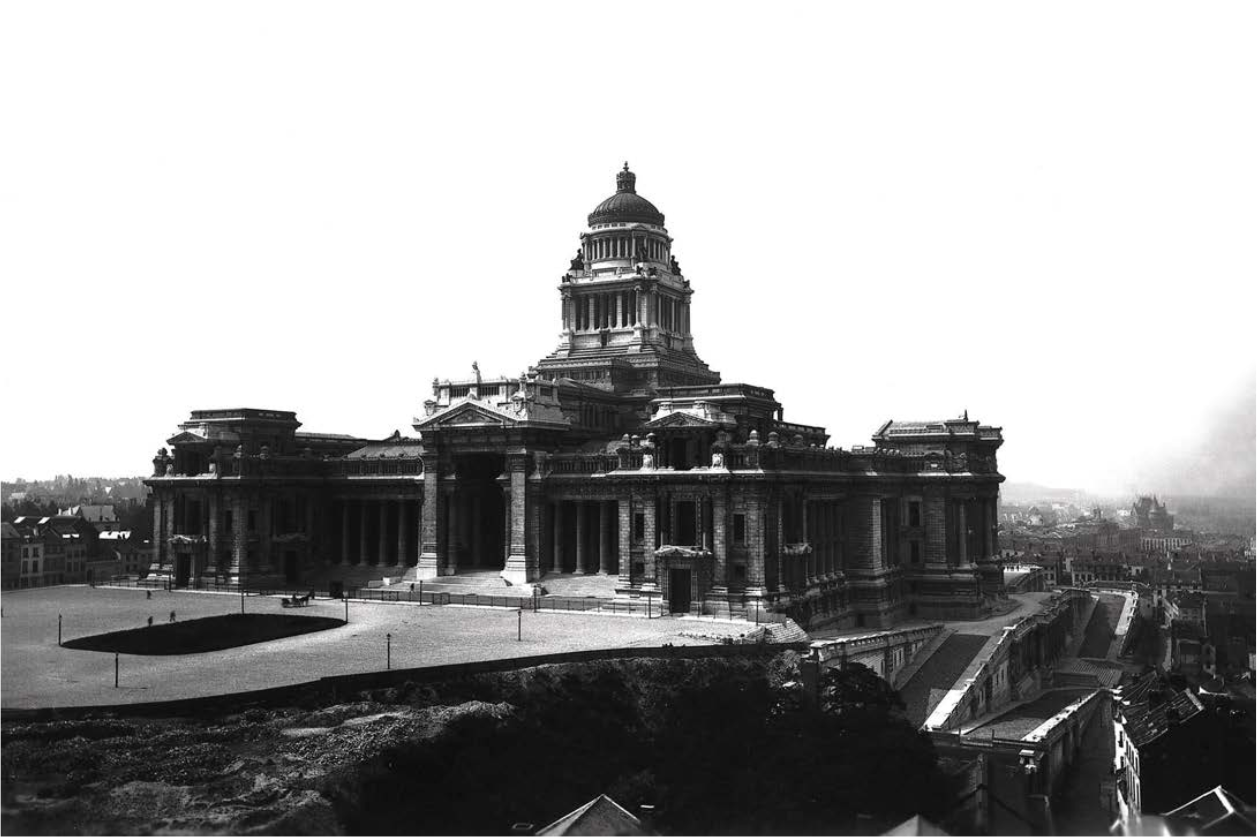
Justitiepaleis (Brussel)